# Piper yaranum
Piper yaranum är en pepparväxtart som beskrevs av William Trelease. Piper yaranum ingår i släktet Piper och familjen pepparväxter. Inga underarter finns listade i Catalogue of Life.